# انستاتیت
اِنستاتیت  (به انگلیسی: Enstatite) با فرمول شیمیایی Mg2[Si2O6] از مجموعه کانی هاست و از واژه یونانی انستاتیت enstates اخذ شده‌است. نامحلول در HCl MgO:۴۰٫۱۶٪  SiO۲:۵۹٫۸۴٪  برای اولین بار در نروژ کشف شد و از نظر شکل بلور: منشوری - قرصی شکل، رنگ: خاکستری - قرمز - قهوه ای، شفافیت: غیر شفاف - نیمه کدر، شکستگی: نامنظم، جلا: شیشه‌ای - صدفی، رخ: ناقص، سیستم تبلور: ارترومبیک و در رده‌بندی سیلیکات است همچنین خاصیت مغناطیسی ندارد و منشأ تشکیل آن ماگمایی (اولترابازیک) - متئوریت‌ها است.
همایند کانی‌شناسی (پارانژ) آن سختی - چگالی - رخفلوگوپیت - هیپراستی- فلوگوپیت- آپاتیت- برونزیت- اولیوین است
، از نظر ژیزمان بلوری - بلورهای ناقص - آگرگات دانه‌ای - توده‌ای - اسفرولیتی فراوان است و بیشتر در آلمان غربی، نروژ، چک اسلواکی، اطریش، ایتالیا، آمریکا، برزیل و مکزیک یافت می‌شود.

## منبع
- پردیس کشاورزی ایران